# Езиково значение
Езиковите последователности (низове) могат да бъдат съставени от думи, фрази и изречения, всяко от които има различен тип на значение. Отделни думи, като думата „бакалавър“, се отнасят до някакво абстрактно понятие. Фрази, като „най-ярката звезда в небето“, са различни от отделните думи, от които са съставени, тук са налице сложни символи, подредени в някакъв ред. Изречения, като „Бари е бакалавър“, са сложни цялости, и изразяват съждение, което може да е вярно или невярно.
В езикознанието значение е сведение за даден предмет, действие, признак, явление или отношение, изразени и обобщени чрез един звуков комплекс — дума. Лексикологията е наука, изучаваща значението на думите.
В лингвистиката областите най-тясно свързани със смисъла/значението, са семантика и прагматика. Семантиката най-пряко се занимава с това, което означават думи или фрази, а прагматиката се занимава с това, как контекстът променя значението на думите. Синтаксисът и морфологията също имат дълбок ефект върху значението. Синтаксисът на езика позволява на солидно количество информация да бъде предавано, дори когато са използвани специфични думи, които не са познати на слушателя, а морфологията на езика, може да позволи слушателят да открие смисъла на думата, като разглежда морфемите, от които е съставена.